# Monfaucon, Dordogne
Monfaucon là một xã của Pháp, nằm ở tỉnh Dordogne trong vùng Aquitaine của Pháp.

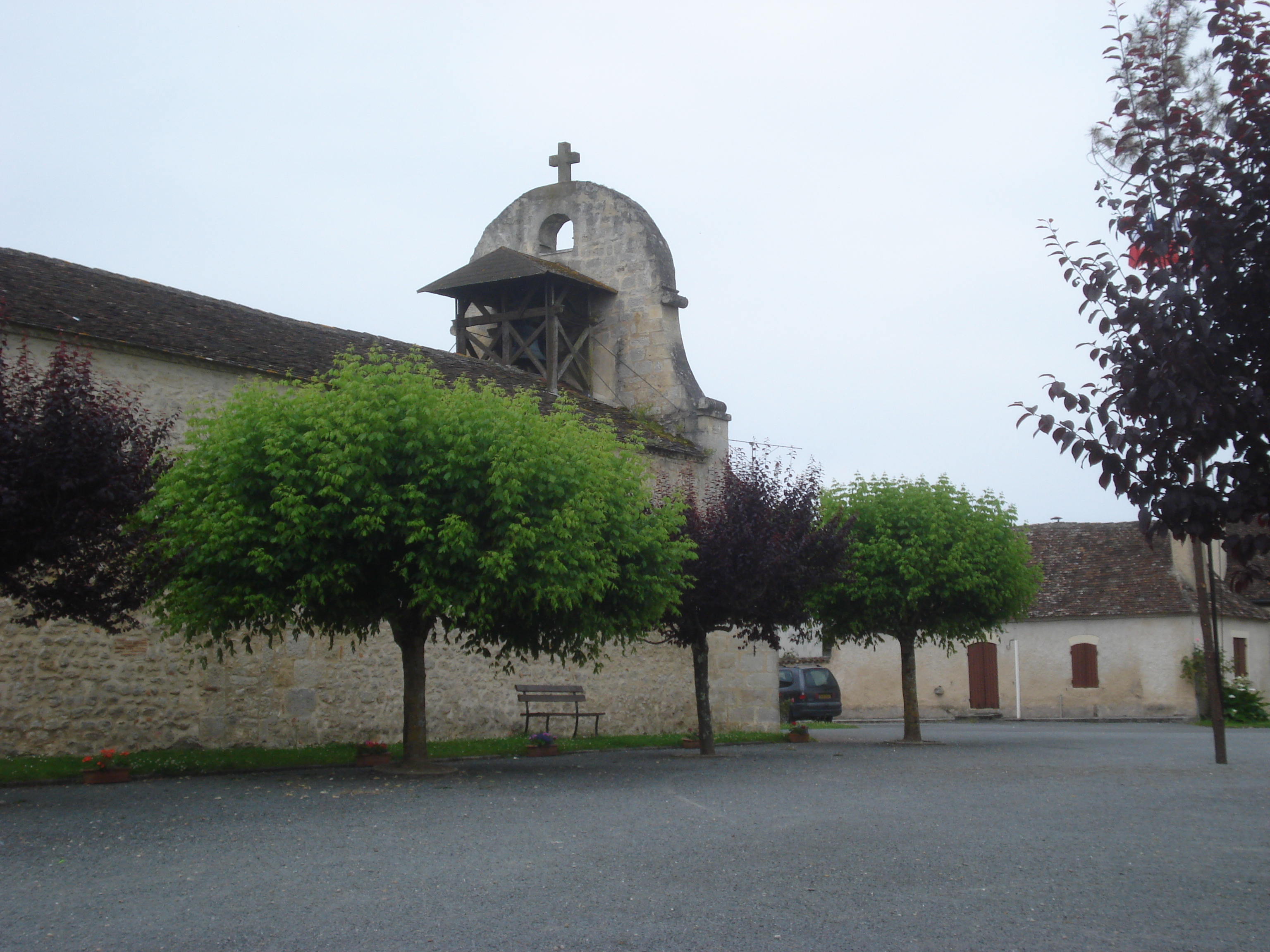
Nhà thờ Monfaucon

## Hành chính
| Danh sách các xã trưởng                |                  |                |                  |              |
| Giai đoạn                              | Giai đoạn        | Tên            | Đảng             | Tư cách      |
| tháng 3 năm 2001                       | février 2007     | Daniel Lauvie  | -                | -            |
| tháng 2 năm 2007                       | tháng 3 năm 2008 | Didier Chignat | -                | -            |
| tháng 3 năm 2008                       | đương nhiệm      | Daniel Lauvie  | không chính thức | nhà giáo dục |
| Tất cả các dữ liệu trước đây không rõ. |                  |                |                  |              |

## Thông tin nhân khẩu
| Năm    | 1962 | 1968 | 1975 | 1982 | 1990 | 1999 | 2004 |
| ------ | ---- | ---- | ---- | ---- | ---- | ---- | ---- |
| Dân số | 273  | 250  | 186  | 209  | 233  | 232  | 257  |